# 里見八犬伝 (1983年の映画)
『里見八犬伝』（さとみはっけんでん、Legend of the Eight Samurai ）は、1983年12月10日に封切り公開された日本映画。カラー・ビスタサイズ。第2回ゴールデングロス賞の優秀銀賞作品。
製作を角川春樹が、監督を深作欣二が行っている。

## 解説
南総里見八犬伝を翻案した鎌田敏夫の『新・里見八犬伝』を映画化した作品。JACによる迫力ある戦い、音楽にはロックで英詞の主題歌、特撮など、それまでの時代劇にはなかった斬新なアイデアを取り込み、大型エンターテイメント映画となっている。日本映画で初めて特殊メイクがクレジットに表示された作品でもある。
1984年の配給収入では邦画1位の23億2000万円、映画公開と同時に発売されたビデオも5万本、7億円を売り上げた。

## ストーリー
かつて蟇田領主、蟇田定包（ひきたさだかね）は毒婦・玉梓（たまづさ）の色香に迷い、酒池肉林と暴虐の限りを尽くしていた。苦しむ領民の意をくみ取り、里見義実（さとみよしざね）は、彼らを討ちとったが、玉梓は最期に呪いの言葉を遺す。まもなく、玉梓の呪いか里見家は隣国の軍勢に囲まれ落城の危機に瀕す。力尽きた義実は飼い犬の八房（やつふさ）に「敵将の首を討ちとれば娘の伏姫（ふせひめ）を嫁につかわす」と戯言を投げかけ、その夜、八房は見事に敵将の首を討ちとる。君主たるもの約束を違えてはならないと、伏姫を八房と共に山奥へと去らせるが、伏姫を取り戻そうとした義実の軍の鉄砲のせいで、八房をかばった伏姫は死んでしまう。しかし死の直前、伏姫の体から仁・義・礼・智・忠・信・孝・悌の各字を刻んだ八つの霊玉が飛び散り、伏姫は「百年の後、この光の玉は八人の犬士となって蘇り、里見の姫を奉じて玉梓の呪いに打ち勝つでしょう」と言い残す。
百年後、妖怪として蘇った玉梓、息子の素藤（もとふじ）は、里見家を攻め滅ぼす。ただ一人落ち延びた里見家の静姫は、玉梓の追手から逃れ、その野望を砕くため戦いを決意する。このとき姫は犬江親兵衛から炭焼き小屋で食べ物を恵まれ、女と分かり追いかけられるが、犬山道節たちに護られるなど、それぞれの運命により導かれた八人の犬士が次第に集まる。ところが静姫は、けもの罠にかかりさらわれてしまう。犯人は親兵衛であった。静姫を素藤の許へ連れていく途中、親兵衛は、素藤の支配下の安房国の荒廃を目の当たりにする。ここで黒騎馬侍に静姫が見つかり、親兵衛らは鍾乳洞に逃げ込むが、中にいた道節たちによって親兵衛は放り出された。その後、親兵衛は黒騎馬たちに捕まり、右手首の黒い痣は玉梓の怨念を背負って転生した姿の証拠で、100年前は私の子であったと教えられ、「御霊様」に仕える司祭・幻人によって悪の化身にされてしまった。だが、素藤配下の侍大将犬飼現八が親兵衛を連れて城を脱出。現八の懐には霊玉が光り、静姫のいる洞で七人目の犬士として迎えられる。一方、目をさました親兵衛がいきなり静姫に襲いかかるが、静姫が「お前に会いたいと思っていた」と話すと、白い閃光が親兵衛を一撃。親兵衛が再び目をさますと右手首の痣が消え、二人の間には光り輝く霊玉が現れる。愛し合う二人の前に突如、大蛇が現れて静姫を巻いて去る。霊玉を八個集めた時、伏姫の「この弓矢を静姫に与えよ」という声が響く。
皆で館山城に向うが、激しい反撃にあい、犬士達の犠牲を乗り越えて大広間にたどりつけたのは道節と親兵衛の二人だけ。道節が盾となり、親兵衛が静姫を解き放ち、静姫は御霊様に矢を放つ。玉梓や素藤はミイラと化し、城は崩れ落ちる。こうして親兵衛は、静姫を叔父の城へと届ける。姫と別れた親兵衛が七犬士の墓を祀っているところに、静姫が駆けつけ「城へ戻らぬ」と言う。躊躇する親兵衛だが、七犬士の声に激励され、静姫と生きていく決意をする。

## キャスト
里見家
- 静姫 - 薬師丸ひろ子

里見家の姫。一族を殺された里見家唯一の生き残り。闇の軍団の追跡から逃れ、武蔵国の叔父・太田資正に助けを乞う旅路の途中で親兵衛や道節に出会う。一時、親兵衛に連れ去られるも、粗暴であるが心根が優しい性格に惹かれていく。姫にしては活発な性格。
- 伏姫 ※声のみの出演 - 松坂慶子

100年前の里見家の姫で、死に際に八つの霊玉を遺す。八犬士を導く。
光の軍団（八犬士）
- 犬江親兵衛（仁） - 真田広之

孤児で百姓に育てられ、侍に憧れて一国一城の主を狙って静姫をつけ狙うも、一緒に行動していくうちに彼女に惹かれていく。大鎌の二刀流を武器とする。ヒロインの静姫とともに本作品の主人公。
- 犬山道節（忠） - 千葉真一

里見義実に仕えた祖父が100年前の出来事を描き残した絵巻を所持し、八犬士を集めるべく大角と行動しているリーダー格の犬士。病に冒され余命一か月と診断されている。
- 犬村大角（義） - 寺田農

里見義実の家臣の子孫。修験者が立ち寄る小屋で育ったため、武芸と学問に通じ、山伏姿で銃や爆薬を武器とする。
- 犬坂毛野（礼） - 志穂美悦子

唯一の女犬士。呪われし生まれつきで「誰からも愛されず、誰も愛さず」を信条に孤独に暗殺を生業として生きてきた。浜路の婚礼の席にて女田楽の舞踊をしながら蛇を操り、隙をついて代官の首をはねる。妖之助に見初められるも敵対することになる。
- 犬塚信乃（孝） - 京本政樹

義妹の浜路と密かに想い合っていたが、代官殺しの手引きをしたと勘違いされ、浜路が自分をかばって叔父に斬り殺されたことに激高し、一族を斬り殺してしまう。原因を作った毛野との確執を乗り越え八犬士の仲間となる。
- 犬川荘助（智） - 福原拓也（子役）

成人だが、子供の姿をした犬士。異形の者たちが住む洞窟で育ち、人並外れた 聴覚を持つ。
- 犬田小文吾（悌） - 苅谷俊介

巨体で怪力の犬士。荘助と同じ洞窟で育つ。
- 犬飼現八（信） - 大葉健二

闇の軍団の侍大将で非道を繰り返していたが、玉を手に入れ、親兵衛が吹く伏姫の笛の音により、正義の心に目覚める。槍術を得意とする。
闇の軍団
- 玉梓 - 夏木マリ

100年前、毒婦として蟇田定包を操り民衆を苦しめていたために、里見義実らに焼き殺された。後に「御霊様」の力で妖艶な美貌の妖怪として復活し、血の池に入ることで永遠の若さを保っている。親兵衛は玉梓の次男の転生した姿であることが明かされる。
- 蟇田素藤 - 目黒祐樹

玉梓の長男。玉梓と共に焼き殺されたが、復活して里見一族を皆殺しにした。生まれ変わった姿は皮膚が焼けただれていたため、高貴な姫の皮膚を移植し、最後の皮膚として静姫を狙う。
- 妖之介 - 萩原流行

大蛇の化身。毛野を「自分のために生まれてきた女」と惚れ込み、我が物にしようとする。
- 浜路 - 岡田奈々

義兄である信乃を想い続け、婚礼の席で代官が死んだことで信乃と駆け落ちしようとするも彼をかばって命を落とす。遺体は幻人によって回収され、全身が毒の体で蘇り、闇の軍団の配下として八犬士の敵となってしまう。
- 幻人 - 汐路章

御霊様の司祭で、素藤の皮膚の移植や、浜路の体を毒に作り変えるなど、医術・妖術に秀でている。
- 船虫 - ヨネヤマ・ママコ

ムカデの妖怪で普段は老婆の姿をしている。大角の母を殺し、成りすまして静姫を襲う。
- 悪四郎 - 浜田晃

その他
- 蟇六 - 遠藤太津朗
- 彦爺 - 殿山泰司
- 太田正春 - 高柳良一
- 太田資正 - 成田三樹夫
- 農民 - 小峰隆司
- 正香 - 北城真記子
- 小萩 - 賀田裕子
- 杉倉木曾介 - 鈴木瑞穂
- 樋上宮六 - 曽根晴美
- 在村 - 鈴木康弘
- 案内の侍 - 唐沢民賢
- 宴の侍 - 石丸謙二郎、畑中猛重
- 村の子供 - 池田直人、上田絵美
- 村の老婆 - 岡島艶子
- 宴の男 - 高野嗣郎
- 笛の侍 - 清水昭博
- 毒娘 - 小島憲子、大内弘子、森山啓子、前川恵美子、諏訪裕子、松村真弓
- 黒鎧武者 - 井上誠吾、関根大学、麿のぼる、小船秋夫、江原政一、白井滋郎、藤沢徹夫、細川純一
- 代官家来 - 成瀬正、福本清三、峰蘭太郎、平河正雄
- 配役不明 - 宮城幸生、池田謙治、椿竜二、美柳陽子、稲垣陽子、沢田祥二、山本亨、井上清和

## スタッフ
- 監督 - 深作欣二
- 製作 - 角川春樹
- 原作 - 鎌田敏夫 『新・里見八犬伝』
- 脚本 - 鎌田敏夫・深作欣二
- 主題歌 - ジョン・オバニオン「里見八犬伝（英語：I Don't Want This Night To End）」、「八剣士のテーマ (White Light)（英語：Hakkenshi's Theme (White Light)）」、ともに作詞作曲はジョーイ・カーボーン。
- 音楽監督 - NOBODY
- 音楽 - NOBODY、佐久間正英、難波弘之
- アクション - JACコマンド
- 撮影 - 仙元誠三
- 美術 - 今村力
- 照明 - 渡辺三雄
- 録音 - 荒川輝彦
- 編集 - 市田勇
- 助監督 - 松永好訓
- 技斗 - 菅原俊夫
- 舞踊振付 - 謝珠栄
- 特殊衣装デザイン - 合田瀧秀
- 特殊メイク - 仁瓶まゆみ
- イラスト - 西口司郎
- 特撮 - 特撮研究所
  - 特撮監督 - 矢島信男
  - 操演 - 鈴木昶、白熊栄次
  - 撮影 - 高橋政千
  - 照明 - 岡本洋治
  - 美術 - 大澤哲三、松原裕志
  - 火薬 - 大平特殊効果（久米攻、関山和昭）

- 特殊視覚効果 - デン・フィルム・エフェクト、東宝映像
  - スペシャルエフェクトスーパーバイザー - 佐川和夫
  - 視覚効果 - 中野稔
  - 光学撮影 - 小野寺浩
  - 視覚効果 - 宮西武史
- ビデオ合成 - 東通ecgシステム
- 現像 - 東洋現像所
- プロデューサー - 佐藤雅夫、豊島泉、菅原比呂志
- 配給 - 東映

## 製作

### 企画
角川春樹は、東映のチャンバラ映画、東千代之介や中村錦之助主演で1954年から1959年にかけて製作された「里見八犬伝」シリーズに胸躍らせた世代で、角川が映画製作に参入しようと決意した際、『復活の日』と共に映画化を熱望し、角川映画10年の総決算として映画化に取り組んだ。しかし今さら「里見八犬伝」シリーズのリメイクをやっても仕方ないと考え、曲亭馬琴（滝沢馬琴）の『南総里見八犬伝』を映画化するのではなく、同作を翻案した鎌田敏夫の『新・里見八犬伝』を映画化し、大胆な新しい時代劇を創作した。
脚本は早くから取り掛かっており『セーラー服と機関銃』撮影中の1981年夏に脚本は一応完成していた。角川が薬師丸ひろ子の次回作として、真田広之とのコンビで本作品を構想し、薬師丸が大学進学なら製作を延ばし、進学しないなら高校三年のとき撮影を計画していた。深作欣二に監督オファーを出し、断られたら角川自身で監督をするつもりだった。深作は監督を承諾したが、薬師丸の大学進学が決まったため、製作が先延ばしされた。深作が加わった形で脚本作りが再開され、深作が色々注文を付けてきたため、それをひっくるめて一旦、小説にしたのが鎌田敏夫名義による『新・里見八犬伝』。つまり、先に小説『新・里見八犬伝』があってそれを映画化したというより、脚本製作の途中にまとめた小説『新・里見八犬伝』にさらに手を加えたものが本作品。
また本来は東宝で製作を予定していたが、1981年夏に『ねらわれた学園』の配給を巡るトラブルで角川と東宝が絶縁状態に陥り、企画自体が東映に移った。当時、東映はサンミュージックと提携して『野菊の墓』を皮切りに松田聖子主演映画を東映の盆暮（夏休みと正月興行）の看板にするとサンミュージックと約束を交わしていて、『野菊の墓』封切り時には岡田茂東映社長も「（1982年の）正月映画も聖子でいく」とはっきり言明していた。沖田浩之の映画出演争奪戦にも勝って、聖子、沖田のそれぞれの主演映画を1982年正月映画として考えていたが、棚ぼたで薬師丸を東映に取り込むことができ、薬師丸の1981年後半からの人気急上昇で、松田聖子の映画を急いで作る必要がなくなった。角川は、松竹が自身を新参者扱いして映画界から締め出そうとしているという被害妄想を持ち続けていたため、松竹との折り合いはあまり良くなく、当時は配給は東映に頼むしかない状況だった。サンミュージックサイドから東映に「聖子の次回作のスケジュールはいつ空けようか」と何度も照会が来るようになったため、岡田東映社長は1981年12月に入り、吉田達プロデューサーにサンミュージックに製作延期のお詫びに行かせたが、吉田が「間に合ってます」などと失礼な言い方をした。この直後、1981年12月暮れに薬師丸が「1982年は大学受験のために仕事を控える」と休業宣言をした。東映は大ショックで薬師丸の映画が製作できず、松田聖子の映画は先のお詫びが遠因で東宝に移るという事態に陥った。当時の映画誌では「せっかく『セーラー服と機関銃』で人気が爆発したのに、薬師丸のようなタイプの女優は長期休業したら人気は保てないのではないか」という論調もあった。その後東映は『里見八犬伝』の製作準備を進めていたが、薬師丸の大学入試などがあって製作がのびのびになり、1983年になってようやく製作が始まった。　

### 脚本
角川は脚本の鎌田敏夫に「『南総里見八犬伝』をベースに『レイダース』があり『スター・ウォーズ』があり『フラッシュ・ゴードン』や『アメリカン・グラフィティ』があってほしい」と希望を出し、それらの映画を鎌田に観てもらった。角川は脚本の段階でヒロインは薬師丸のイメージしかなく、構造的には、静姫はレイア姫で、親兵衛はルーク。それを汲み入れた脚本第一稿は『魔界転生』と『伊賀忍法帖』を合わせたような話で、脚本第二稿から加わった深作がそれらのモチーフを全て削除し『魔界転生』に近いどろどろした世界に変えた。角川は薬師丸と真田のアイドル映画、その時代の最高の人気を二分するアイドルが演じてこそ『里見八犬伝』という基本的な考えをもっていたためこれを拒絶、第三稿が作られたがさほど変わらず。角川は一旦映画を中止すると告げ、深作を外した。「あんたが入ると駄目だ。退いてくれ」と告げた角川に、深作は「角川さん、僕を信用しないんだ？」と食い下がったが、「信用なんかするわけないじゃないか」と角川は取り合わず、第五稿以降は、鎌田一人で作られ、これを角川が気に入り、ゴーサインを出した。脚本クレジットは鎌田と深作の共同になっている。
ちなみに『スター・ウォーズ』へのオマージュとして、親兵衛（ルーク）が静姫（レイア姫）を抱えてワイヤーで移動するシーンがある。

### キャスティング
1983年2月1日の『探偵物語』製作発表会見の日に、角川が薬師丸に「『里見八犬伝』をやりたくなけば延期していいからお前が判断しろ」と言ったら、薬師丸が「今年中に十代でやりたい」というので、会見後に薬師丸を深作に会わせた。脚本は薬師丸がヒロインイメージであったが、そのころ原田知世の人気が上がっており、薬師丸が断ったら原田の主役でやるつもりだった。
当初、深作は真田以外にJACを起用することは考えていなかったが、脚本を忠実に再現できるアクションをこなせる俳優を考えたときにやはり千葉のところでやるしかないとの結論に至り、最終的に八犬士の半数がJACメンバーとなった。

### 撮影
撮影の仙元誠三は、1983年2月から準備に入って、その年12月まで撮影したと話している。北野武監督との名コンビでも知られる柳島克己キャメラマンも、本作品でノンクレジットながら、仙元に「ひと月でいいから手伝ってくれ」と言われ京都に行き、撮影は延々終わらず、一度別の冬ものの映画を撮りに東京に戻り、再び京都に行き、本作品を公開直前の12月まで撮影したと話している。当時小学5年生だった深作健太が撮影を見学していたという。また1992年の『いつかギラギラする日』もノンクレジットながら撮影応援をして、2000年の『バトル・ロワイアル』でようやく深作から「ルーズな画がいい」と褒められオファーを受け、同作の撮影を担当した。
主たる撮影は1983年7月から9月までの3ヶ月間。薬師丸はこの間10日東京に戻っただけで、後は4ヵ月間、京都のホテルのツインルームで女性マネージャーと二人暮らし。雨が降ると撮影中止になることがあり、1日オフになるが、街へ出るとカメラを持った修学旅行生に追いかけ回されるため、本屋に行くことぐらいしかできず、茶色のサングラスを買って街へ出て、京都滞在中に40冊本を購入した。撮影が終わり東京に戻るため荷物をまとめるとダンボールが9箱分になった。
相米慎二や根岸吉太郎監督は長回しが多いが、本作品は撮影も細かいカットの連続で、カット数は2000近く。深作は役者全員に「個性を出すな」と指示した。仙元から「深作さんほどタフな人はいない」と言わしめた深作は、精力的で夜が強く、午前中は準備、手直し、大直しとほとんどカメラは回らず、夕方になってやっとエンジンがかかってきて、夕食のあとに少しずつ撮影という状況で、毎日深夜、未明に及ぶ撮影で、平均15時間ぶっ通し。薬師丸にとって初めての時代劇主演で、東京と静岡県御殿場で乗馬の特訓を重ねた他、大きな芝居が求められ、それまでの現代劇で貯金してきた財産はいっさい役に立たず。カットも多く気持ちが連続して持続できず。しきたりの厳しいことで知られる東映京都撮影所（以下、東映京都）で今まで以上に神経を遣わなければならず、さすがに「仕事が辛い」と音を上げた。また大学が出席日数に厳しい校則で、大学を留年しなければならなくなり、それまで仕事と学業を両立させてきたためショックも大きく、度重なる過労が重なり、撮影中にダウン。慢性盲腸炎と急性上気道炎と診断され数日入院し、一週間静養後、撮影に復帰したが、クランクアップ後、11月に盲腸炎の手術を受けた。
東映京都のスタジオを3つ使っても足りず、撮影所内の空地に運動会が出来るぐらいのセットも作った。スタジオ内に川を作り、八犬士が舟で進むシーンなどが撮影された。薬師丸の入浴シーンは第9スタジオに岩風呂のセットを作り報道陣シャットアウトで極秘撮影。他に洞窟のセットなど。特殊美術のゲテモノは、蛇が8m、ムカデが4.5mで、蛇の鱗は4万枚と製作は2ヵ月がかり。薬師丸が藪の中を走るシーンは1日に15ヵ所もカスリ傷が付き、薬師丸がある日、ホテルのフロ場で数えたら体に32ヵ所の傷があったという。薬師丸は「同じことをやりなさいと言われても、もうできないと思うぐらい肉体酷使映画だった。私たちは撮影がない時もあるけど、深作監督にはないし、監督が具合を悪くしたときはやっぱりね、とか思いました」などと話している。
犬飼現八役の大葉健二も急性肝炎を患い、医師から出演をやめるよう言われていたが、撮影が進行していたため病状をおして出演した。馬上から敵を斬るシーンのみ代役が演じた。
角川春樹は1983年11月16日クランクアップ予定と話していたが、薬師丸の出番の後も撮影が続行され、映画公開直前の12月まで撮影が行われた。特撮シーンの撮影が難航し、残業また残業で夜食の弁当代（500円）がしめて1000万円。ロケも含めスケジュールも遅れ、弁当代、連続徹夜記録など、一作品に於ける東映京都での記録の全てを塗り替えた。

### 音楽
- オリジナル・サウンドトラック - 1983年発売。

### 製作費
10億円。

### 撮影記録
1983年7月26日、製作発表記者会見。翌7月27日、東映京都でクランクイン。ほとんどが東映京都でのスタジオ撮影。
ロケ地
- 京都府亀岡市[29]
- 滋賀県大津市日吉神社[29]
- 熊本県阿蘇山
  - 1983年8月下旬から9月頭にかけて8日間の予定で熊本阿蘇ロケ[23]。砂千里など[9]。しかし晴れたのは1日のみで、霧、ガス、雨にたたられ連日6 - 7時間の天候待ち[23]。ロケが延びるも9月に入っても中止が10日以上出た[23]。薬師丸が阿蘇の崖を急ぎ足で走るシーンは、スタッフも取材陣も命懸けの危険な場所での撮影[26]。

## 宣伝
宣伝イベントとして府中競馬場で薬師丸と、真田広之、志穂美悦子、千葉真一ら、八犬士が馬で競馬場を走った。阪神競馬場からも開催を申し込まれたが、俳優陣のスケジュールの都合で1日で2ヵ所をやらないといけなくなり、2000万円でヘリコプターをチャーター。総額20億円の保険をかけたイベントは無事成功した。 

## 興行
深作が「配給は東映ですか？東宝は噛んでなかったかな。東宝のコヤ（映画館）の何館かで扱った覚えがあるから、拡大上映をやったんでしょうね」と話しているように、本作品は配給は東映（東映洋画）ながら、興行は東宝が行うというメジャー映画会社間では珍しい興行が行われた。東宝の1984年正月興行は、邦画系が『エル・オー・ヴィ・愛・N・G』/『あいつとララバイ』のため、本作品『里見八犬伝』は、東宝の洋画系（東宝東和）の劇場で公開され、『里見八犬伝』が日比谷映画、新宿プラザ、渋谷東宝など、『キャノンボール2』が有楽座など、『ウィンター・ローズ』がみゆき座など、劇場によって別々の映画が公開された。東映は地方の劇場チェーンは強いが、東京都内には戦艦級の劇場を持っておらず、1970年代までは、全国ロードショーの都内封切りは東宝の劇場を借りていた。岡田茂東映社長が1980年1月30日に東急レクリエーション（以下、東急レク）社長に就任し、東急レクの番組編成を差配できるようになったことで、東映の大作を東急レクの持つ渋谷パンテオン、新宿TOKYU MILANOといった戦艦級劇場に掛けられるようになりこれは解消された。今回は東宝の劇場を借りたのではなく興行の変更で、『里見八犬伝』は興行は東宝が行い、東京都内は東宝系の劇場で映画が公開されている（地方では一部東映系の劇場で公開）。
東映が配給・宣伝を行い、撮影も東映京都で、一番旨みのある興行のみ東宝というのは本来あり得ないが、東宝の番組編成室と東宝東和と角川春樹とで話し合い、岡田東映社長を説得した。人気絶頂の薬師丸ひろ子に、乗りに乗る深作欣二の顔合わせで大ヒットは間違いなく「あの岡田さんがよくそんな条件我慢したね」と関係者を驚かせた。岡田は「非常に残念だ。多少おこぼれを頂けるということで今回は渋々納得した」と話した。それぞれに思惑があったものと見られるが、角川に対しては「角川一流のうまい商売の仕方の結果」とも評され、絶縁状態といわれた角川と東宝が仲直りしたと判断された。このパワーゲームに割を食ったのが松竹で、松竹は「深作と松坂慶子のコンビで『蒲田行進曲』に続く作品を」と期待し『旅路』を準備して1983年6月までに撮影し、同年『シングルガール』/『きつね』の後、7月から『旅路』を公開する予定だった。しかし深作が『里見八犬伝』を選び、松竹は深作に「好きなものを何でも撮っていいから」と懸命に説得したがダメで、7月の番組に穴が空き、急遽『ザブングル グラフィティ』と『ドキュメント 太陽の牙ダグラム』『チョロQダグラム』のアニメーション映画をこの枠に入れた。
1984年の正月興行は、邦画は『エル・オー・ヴィ・愛・N・G』、『男はつらいよ 口笛を吹く寅次郎』、『里見八犬伝』が"ビッグ3"といわれ、それぞれ封切日をバラつかせ正面衝突を避けて共存共栄を狙った。東宝は邦画系が『エル・オー・ヴィ・愛・N・G』/『あいつとララバイ』、洋画系が『里見八犬伝』『キャノンボール2』『ウィンター・ローズ』、松竹は邦画系が『男はつらいよ 口笛を吹く寅次郎』/『喜劇 家族同盟』、洋画系（松竹富士）が『007 ネバーセイ・ネバーアゲイン』で、東映は邦画系が『唐獅子株式会社』/『ドラゴン特攻隊』で、洋画系（東映洋画）は『草迷宮』『鍵』、『グレートハンティング'84』などを上映。にっかつは、『ファイナル・スキャンダル 奥様はお固いのがお好き』/『女猫』だった。
洋画で宣伝に特に力を入れたのは『007 ネバーセイ・ネバーアゲイン』が意外に振るわず、『里見八犬伝』が『キャノンボール2』に迫る2位と大健闘、1984年配収邦画1位の23億2000万円を記録し、あらためて薬師丸の人気の凄さを示した。
台湾でも日本映画解禁二年目の1986年9月25日に台湾で公開され大ヒットしている。

## ビデオ同時発売
角川春樹事務所は映画の配給同様、レコードでも販売を一社に任せず、曲ごとにレコード会社を変えていたが、ビデオソフトの販売に関しては、東映ビデオのライバル・ポニー一社にずっと任せていた。しかし映画公開前の1983年11月8日、角川春樹事務所は東映ビデオと販売提携し『里見八犬伝』以降、角川映画のビデオソフトは東映ビデオが販売すると発表した。『里見八犬伝』のビデオ価格は定価1万4800円。国内ビデオソフト販売の従来の記録は『探偵物語』『時をかける少女』『南極物語』の各3万本。『セーラー服と機関銃』は2万本。東映ビデオは11月30日までの予約者に「オリジナルノート」プレゼントや店頭で販促用ビデオを放映するなど様々な販促キャンペーンを実施し、今田智憲東映ビデオ社長は「とにかく販売新記録を作る」と意気込み、角川に販売力を認めさせ、販売提携の継続を目指した。映画公開と同時にビデオを発売し、当初は映画とビデオの食い合いも予想され、販売目標を3万本とし、国内ビデオソフト販売記録の更新を目指したが、公開一週間後に3万本を出荷し、従来の上限記録を抜いた。最終的に5万本、7億円を売り上げ、映画の配収の三分の一に達した。岡田茂東映社長は「これにより相乗効果が出て、映画を観た客が帰りに売店でビデオソフトを買った」と評し、VTRの本格普及に伴い、この比率はさらに高まると見られ、「ビデオが今後映画と並ぶ収益源になると考えている。今後作品によっては映画とビデオの同時公開を狙いたい」と、1984年3月封切りが決まっていた『少年ケニヤ』も「ビデオソフトを同時発売し、需要を盛り上げたい」と話した。また年末のビデオの売上急増で、東映ビデオは1983年の年間売上が70億円を超え、売上高前年三倍近くという急成長を遂げた。当時はVTRの本格普及でビデオソフト市場は年々倍増以上のペースで拡大し、1983年の年間売上は業界全体で250億円突破といわれ、1982年初めに1万本売れればベストセラーといわれたビデオソフトは『里見八犬伝』で5万本時代に突入といわれた。

## 作品の評価

### 映画批評家レビュー
- 南俊子は「角川春樹氏は『里見八犬伝』について『レイダース』と『スター・ウォーズ』を合わせたものを狙ってると言っているの。一種の国籍不明映画というか『新里見八犬伝』なんです。荒唐無稽な話で薬師丸ひろ子ちゃんが主役というよりも、深作監督が、日本でどこまで冒険大活劇ができるかと、その可能性を追求した深作映画だと思います。そこが面白かったです」などと評している[48]。
- 荻昌弘は「薬師丸ひろ子の撮影中ダウンがたたって、いわゆるアイドル映画としてはファンの意にそわない映画になったかもしれない。が、ここには日本の時代劇を固定パターンから解放して、新しい観念の娯楽伝説へファンタジー化しようとする深作監督の予想以上の燃え立ちが見られます。真田広之は、これまでの邦画スターにない激しい動きで監督の夢に応えようとしているし、音楽は新鮮だし、もしこの線は花咲けば、大型スクリーンの時代劇は、十分テレビの地平を離陸してゆけるでしょう。ただし特撮はハッキリ言って情けない」などと評している[44]。

### 受賞
- 第2回ゴールデングロス賞優秀銀賞[49]

## エピソード
- 深作欣二はイメージと違い女性にシャイな人で、女優の演出に照れたりして、五社英雄の映画で散々脱がされた夏木マリは、ヌードシーン「もっと胸見せましょうか？」と言ったら「いい、いい、もうそこまででいい」って止められたと話している[50]。

## 書籍

### 原作小説
- 鎌田敏夫『新・里見八犬伝 』上「闇の巻」、下「光の巻」
  - 角川書店〈カドカワノベルズ〉、1982年11月
    - 上：ISBN 978-4047743014
    - 下：ISBN 978-4047743021

  - 角川書店〈角川文庫〉、1984年10月
    - 上：ISBN 978-4041480038
    - 下：ISBN 978-4041480045

  - 角川春樹事務所〈ハルキ文庫・時代小説文庫〉、2021年4月
    - 上：ISBN 978-4758443968
    - 下：ISBN 978-4758444002

### シナリオ
- 鎌田敏夫『シナリオ 里見八犬伝』〈角川文庫〉1983年11月

※2003年にこのシナリオを原作として宝塚歌劇が上映されている。

## 映像ソフト
- 里見八犬伝（DVD）（2001年8月24日、角川エンタテインメント、KABD-140）
- 里見八犬伝 デジタル・リマスター版（DVD）（2011年6月24日、角川映画、DABA-0803）
- 里見八犬伝 ブルーレイ（Blu-ray Disc）（2012年9月28日[51]、角川映画、DAXA-4260）
- 里見八犬伝 角川映画 THE BEST（DVD）（2016年1月29日[52]、KADOKAWA、DABA-91120）
- 里見八犬伝 4K Ultra HD Blu-ray（Blu-ray Disc）（2018年5月25日、KADOKAWA、DAXA-5352）